# Pávaszemes hangyászmadár
A pávaszemes hangyászmadár (Phaenostictus mcleannani) a madarak osztályának verébalakúak (Passeriformes) rendjébe és a hangyászmadárfélék (Thamnophilidae) családjába tartozó Phaenostictus nem egyetlen faja.

## Előfordulása
Costa Rica, Ecuador, Honduras, Nicaragua, Panama és Kolumbia területén honos. Síkvidéki esőerdők lakója

## Alfajai
- Phlegopsis nigromaculata chocoanus
- Phlegopsis nigromaculata mcleannani
- Phlegopsis nigromaculata pacificus
- Phlegopsis nigromaculata saturatus

## Megjelenése
Testhossza 19 centiméter. Csupasz, kék szemgyűrűje van. Tollazata barna, pávaszem mintázattal

## Életmódja
A vándorhangyák által felzavart rovarokkal táplálkozik.